# Austrophyllum exsilium
Austrophyllum exsilium är en ringmaskart som beskrevs av Fauchald 1972. Austrophyllum exsilium ingår i släktet Austrophyllum och familjen Phyllodocidae. Inga underarter finns listade i Catalogue of Life.